# Hans Tausen
Hans Tausen (1494-1561) fue una figura prominente en la difusión de la reforma protestante en Dinamarca. Tradujo los cinco primeros libros de la Biblia, el Pentateuco, del hebreo al danés en 1535.

## Biografía
Hans Tausen estudió en la universidad de Rostock de 1516 hasta 1521. Prosiguió sus estudios en Wittenberg, donde encontró a Martín Lutero, cuya doctrina teológica siguió. En Dinamarca, bajo el reinado de Federico I (1523-1533), la predicación luterana se desarrolló gracias a Hans Tausen, que hizo sus estudios en Wittenberg. Los treinta y tres artículos de Copenhague sientan las bases de la Reforma en 1530 incluso cuando no fue aún adoptada oficialmente. La Reforma protestante se asentó gracias a ellos, pero hizo falta esperar a 1536 para que a instigación de Johannes Bugenhagen, Christian III hiciera de la confesión de Augsburgo la profesión de fe de Dinamarca. El rey se volvió entonces jefe de la iglesia danesa y nombró superintendentes que sustituyeron a los antiguos obispos. La Reforma se comunicó así a Noruega, unida a Dinamarca desde 1539. La universidad de Copenhague se convirtió en un centro de irradiación luterana. En 1542, Hans Tausen fue nombrado obispo de Ribe.

## Reconocimientos
En 2004 le fue erigida una estatua ante la catedral de Ribe.